# Ерусалимский, Аркадий Самсонович
Арка́дий Самсо́нович Ерусали́мский (также Ерусалимчик; 19 мая (1 июня) 1901, Быхов, Могилёвская губерния — 30 ноября 1965, Москва) — советский историк и публицист, специалист по истории и внешней политике Германии. Доктор исторических наук (1948), лауреат Сталинской премии (1950), член-корреспондент Академии наук ГДР (1956).

## Биография
В 1919 году поступил в Самарский университет, в 1921 году перевёлся на общественно-педагогическое отделение факультета общественных наук 1-го МГУ. С 1923 года — в аспирантуре Института истории РАНИОН. Летом 1925 года командирован в Германию и Францию для изучения архивных материалов по международным отношениям.
В 1925—1941 годах — старший научный сотрудник Института мирового хозяйства и мировой политики. Профессор Института красной профессуры (1930—1932), Московского института истории, философии и литературы (1932—1939), Высшей дипломатической школы (1939—1941), исторического факультета МГУ (1944—1956). Публиковал статьи и документы по международным отношениям, под его редакцией вышли тома издания «Международные отношения в эпоху империализма». В 1940 году Ерусалимскому было поручено отредактировать перевод воспоминаний Бисмарка и написать к ним предисловие.
Сталин интересовался этим изданием, вызвал Аркадия Самсоновича к себе, принял в саду на даче, лёжа в гамаке с томиком Плутарха в руках. Предисловие Ерусалимского читал внимательно и даже внёс некоторые исправления.
В период Великой Отечественной войны — начальник иностранного отдела газеты «Красная звезда». В 1942 году находился с поручением в Иране. Был очевидцем подписания Акта о капитуляции Германии.
В 1945—1965 годах — старший научный сотрудник Института истории АН СССР, в 1948—1950 годах заведовал кафедрой новой и новейшей истории МГУ. Автор многих газетных и журнальных статей на международные темы.
Лауреат Сталинской премии (1950, за научный труд «Внешняя политика и дипломатия германского империализма в конце XIX в.»), лауреат премии имени М. В. Ломоносова (1949).
Первый председатель советской секции комиссии историков СССР и ГДР (1956—1962).
Скончался в Москве, похоронен на новом Донском кладбище.

## Сочинения
- Германия, Антанта и СССР. — М., 1928
- Бисмарк как дипломат. — М., 1940. — 52 с.
- Внешняя политика и дипломатия германского империализма в конце XIX в. — М., 1948, 2-е изд. 1951
- Германский империализм: история и современность. — М., 1964
- Бисмарк: дипломатия и милитаризм. — М., 1968.
- Колониальная экспансия капиталистических держав и освободительное движение народов Южной Африки и Китая в XVII—XIX веках. — М., 1974.